# Seno Ngutra
Seno Inno Ngutra (ur. 7 listopada 1970 w Waur) – indonezyjski duchowny katolicki, biskup Amboini od 2022.

## Życiorys
Święcenia kapłańskie otrzymał 6 października 2001 i został inkardynowany do diecezji Amboina. Był m.in. ekonomem i wychowawcą w niższym seminarium w Langgur, ekonomem diecezjalnym, wikariuszem sądowym, sekretarzem biskupim oraz kierownikiem formacji diakonów.
8 grudnia 2021 papież Franciszek mianował go ordynariuszem diecezji Amboina. Sakry udzielił mu 23 kwietnia 2022 nuncjusz apostolski w Indonezji, arcybiskup Piero Pioppo.